# Palais Sorbello
Le palais Sorbello (Palazzo Sorbello)  est un palais qui se situe au 9 piazza Piccinino, dans le centre historique de Pérouse et qui est une maison-musée.
Le palais datant du XVIIe siècle, ancienne résidence des marquis Bourbon di Sorbello abrite la Fondazione Ranieri di Sorbello, qui depuis 2010 a donné une destination muséale à certaines salles du rez-de-chaussée et au piano nobile qui abritent une collection de peintures, de porcelaines, d'imprimés, de manuscrits et de tissus brodés dans des salles aux voûtes ornées de fresques parmi un élégant mobilier et des lustres du XVIIIe siècle.
L'entrée du puits étrusque, ouverte au public se fait par la partie souterraine du palais Sorbello. 

## Histoire
Le Palais a été édifié à la fin du XVIe siècle, en partie construit sur des murs d'origine étrusque. Il a remplacé une tour et trois maisons de l'époque médiévale, dont les restes sont encore en sous-sol, selon les formes architecturales typiques des années comprises entre les XVIe et XVIIe siècles, à la demande de la famille Montemelini, une des familles les plus anciennes et les plus influentes de Pérouse, qui l'a ensuite vendu aux Degli Oddi , qui l'ont ensuite cédé à la famille Eugeni. Sa position enviable, à côté de la Piazza Grande (désormais Piazza IV Novembre), du Palazzo dei Priori et de la cathédrale San Lorenzo, en faisait une résidence principale attrayante.
Pendant la période où il était la propriété des Eugeni, le futur roi Charles III d'Espagne fils de Philippe V et de sa seconde épouse, la princesse Élisabeth Farnèse  y séjourna en 1734, en passant par Pérouse à la tête de l'armée espagnole, tandis qu'il allait prendre possession des fiefs autrichiens de Naples et de Sicile,.
En 1780, l'avant-dernier marquis de Sorbello, Uguccione III [1748-1805) échange sa maison le Palazzo Arrigucci-Sorbello située Via Larga (désormais Via Bonazzi) avec celle du comte Antonio Eugeni, située Piazza dei Gigli (désormais Piazza Piccinino), où il s'est installé avec son épouse Cecilia Bonacorsi,.
Le marquis fait  restaurer l'édifice et se consacre à l'embellissement des salles avec un mobilier de luxe, des œuvres d'art et une riche collection de livres.

## Description
La structure se compose de trois étages, mais seuls le rez-de-chaussée et le piano nobile conservent les voûtes décorées à fresques. L'androne comporte un exemple de revêtement de sol extérieur à pavés en bois afin d'atténuer le bruit des roues des chariots qui l'empruntent. Les salles de l'étage sont équipées de meubles et d'argenterie familiale d'origine.

## Œuvres et collections
La galerie de tableaux, garnie d'œuvres d'artistes importants, a été enrichie par Uguccione III et ses frères. La collection est complétée par la porcelaine, les lustres du XVIIIe siècle, les meubles, la bibliothèque, avec des incunables et des textes rares dont certains publiés par Aldo Manuzio et le patrimoine immobilier.
La collection de dentelle comporte plus de 500 broderies et dentelles au point d'Ombrie ou de Sorbello réunies par l'Américaine Romeyne Robert (1878-1951), qui a épousé le marquis Roger IV en 1902. La dame, passionnée d'art et de littérature, a fondé dans la Villa del Pischiello, près de Passignano sul Trasimeno, une école-atelier où la toile ombrienne, produite à Città di Castello, était travaillée et embellie.

## Source de traduction
- (it) Cet article est partiellement ou en totalité issu de l’article de Wikipédia en italien intitulé « Palazzo Sorbello » (voir la liste des auteurs).